# Општина Чугуд (Алба)
Чугуд (рум. Ciugud) општина је у Румунији у округу Алба.
Oпштина се налази на надморској висини од 272 m.